# Puezhütte
Die Puezhütte (italienisch Rifugio Puez, ladinisch Ütia de Puez) ist eine Schutzhütte der Sektion Bozen des Club Alpino Italiano in den Dolomiten.

## Lage und Umgebung
Die Puezhütte befindet sich auf dem Gebiet der Gemeinde Wolkenstein in Gröden in Südtirol, Italien. Sie liegt auf 2475 m s.l.m. Höhe am Fuß des Puezkofels oberhalb des Langentals, eines Seitentals von Gröden, im Naturpark Puez-Geisler.
Die Hütte dient als Stützpunkt für Klettertouren und Wanderungen in der umliegenden Puezgruppe. Am einfachsten erreichbar ist sie durch das Langental, das sich von Wolkenstein aus in nordöstliche Richtung heraufzieht. Gegen Westen ist über die Sielesscharte (Furcela Forces de Siëles) ein Übergang zur Regensburger Hütte möglich und über Nives- und Roa-Scharte erreicht man die Geislergruppe. Auf dem Weg nach Norden gelangt man zur Antersasc-Alm in einem Seitental von Campill. In südliche Richtung kommt man zur Ciampëi-Scharte, von der aus man nach Corvara absteigen kann oder das Gardenacia-Hochplateau mit dem Lech de Crespëina erreicht. Gegen Osten führen mehrere Wege nach Abtei im Gadertal.

## Geschichte

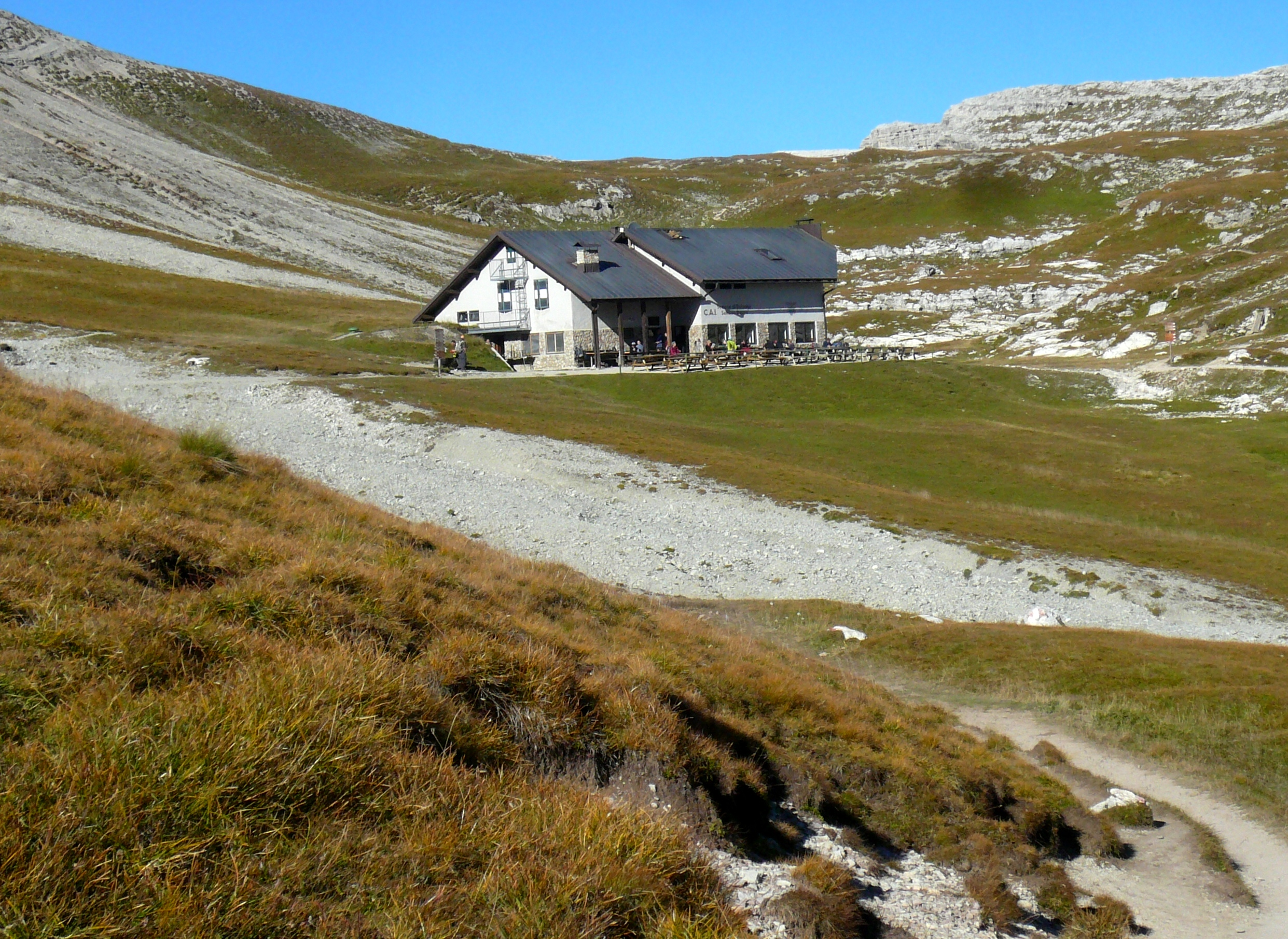
Ansicht der Puezhütte

Die Sektion Ladinia des Deutschen und Oesterreichischen Alpenvereins (DuOeAV) erbaute von 1887 bis 1889 eine sehr kleine zunächst unbewirtschaftete Hütte, die nach der umliegenden Alm benannt wurde. Sie bestand nur aus einem einzigen Raum mit drei Betten. 1910 erfolgte ein wesentlicher Ausbau. Sie besaß nun zwei Gasträume, ein Matratzenlager und zwei weitere Zimmer, so dass die Hütte von da an bewirtschaftet wurde.
Nach dem Ersten Weltkrieg wurde die Hütte 1923 vom italienischen Staat enteignet und 1924 der Sektion Bozen des CAI übergeben, der sie renovierte und 1934 wieder in Betrieb nahm. Anfang der 1980er Jahre wurde wenige Meter nordwestlich der alten Hütte ein Neubau errichtet, dessen Eröffnung am 8. August 1982 gefeiert wurde. Die alte Puezhütte dient seitdem als Dependance.